# Yukarıduruçay, Şiran
Yukarıduruçay là một xã thuộc huyện Şiran, tỉnh Gümüşhane, Thổ Nhĩ Kỳ. Dân số thời điểm năm 2008 là 59 người.